# 杨宝英
杨宝英，隋朝初年杭州余杭县（今浙江省杭州市）起事反隋首领。
隋朝灭南陈后，令江南百姓全要熟读尚书右仆射苏威所撰《五教》。民间又传言朝廷要将江南百姓都迁徙到关中去，于是民怨沸腾。开皇十年（590年）杨宝英等自称大都督，起兵攻陷附近隋朝州县。同时婺州（今浙江省金华市）人汪文進、越州（今浙江省绍兴市）人高智慧、苏州（今江苏省苏州市）人沈玄侩都自称天子，设置百官。乐安（今浙江省仙居县）人蔡道人、蒋山（今江苏省南京市紫金山）人李棱、饶州（今江西省鄱阳县）人吴世华、温州（今浙江省温州市）人沈孝彻、泉州（今福建省福州市）人王国庆、交州（今越南河内市）人李春也自称大都督。不久，隋朝越国公杨素出兵，将杨宝英等人次第平定。